# 장범
장범(張範, ? ~ 212년)은 중국 후한 말기의 관료로, 자는 공의(公儀)이며, 하내군 수무현(脩武縣) 사람이다. 사도 장흠의 손자이자 태위 장연의 아들이다.

## 사적
조조 정권에서 유수를 맡았다.
고관을 대대로 지낸 집안 출신으로, 자신도 태부 원외에게서 사위로 삼겠다는 청을 받았으며 몇 차례나 등용 요청을 받았으나 응하지 않았다.
동탁이 전횡을 부리기 시작하자 동생 장승과 함께 양주로 피신했다. 양주에서 세력을 형성한 원술에게 초빙을 받았으나, 병을 핑계대어 가지 않고 대신 장승에게 원술을 만나보게 했다. 산동의 도적에게 자기 아들 장릉과 장승의 아들 장전이 사로잡히자, 직접 찾아가서 장릉만을 돌려받았다. 그러나 풀려나지 못한 장전이 어린 것을 불쌍히 여겨 장전과 장릉을 바꾸자고 제안했고, 도적은 감동하여 둘 다 풀어주었다.
조조가 기주를 손에 넣으면서 초청을 받았으나 또 병을 핑계대 가지 않고 장승에게 조조를 만나보게 했다.
208년, 적벽대전에서 패배하고서 돌아오는 조조를 진국(陳國)에서 만났고, 의랑 · 참승상군사가 되었다.
이후 조조가 원정을 나갈 때마다 병원과 함께 서울에 남아서 위왕의 세자 조비와 함께 유수를 맡았다. 조조는 조비에게 일을 할 때마다 이 둘에게 물어서 하라고 명했고, 조비도 이 둘을 존경했다.
212년, 병사했다.

## 인물
조용하고, 도를 명예와 이익보다 우선하여 오랫동안 출사하지 않았다. 유수를 지내면서는 궁핍한 자를 구휼하여 고아와 과부들이 모두 장범에게 의지했다. 사람들이 주는 것은 거절하지 않았으나 쓰지 않고 있다가 떠날 때 돌려주었다.

## 친족 관계
- 장흠 (할아버지)
  - 장연 (아버지)
    - 장범
      - 장릉 (아들)

    - 장승 (아우)
    - 장소 (아우)

## 같이 보기
- 삼국지 인물 목록